# Établissement littoral antique et médiéval de Saint-Martin-le-Bas
L'établissement littoral antique et médiéval de Saint-Martin-le-Bas, est un lieu situé à l'extrémité sud de l'île de Saint-Martin, site de fouilles archéologiques depuis 2011, sur la commune de Gruissan dans l'Aude. 

## Historique
Le site a été occupé dès le Ier siècle av. J.-C., vers la fin du règne d'Auguste. Il fait partie du complexe portuaire de la Narbonne Antique.
Les Romains ont commencé à construire un vaste complexe à cour centrale. Cette cour mesure 380 m2 et est équipée de trois portiques. Un bâtiment public construit en grand appareil occupe le côté sud de la Cour. Ce vaste complexe était également équipé de deux thermes. Au sud du complexe, près du rivage antique de l'étang, une éminence rocheuse accueille au Haut-Empire, une tour qui a pu s'élever à une vingtaine de mètres. Cette tour a pu servir de phare ou d'amer. Près du rivage, au pied de la tour, deux grandes citernes alimentées par un aqueduc constituaient des réserves d'eau potable importantes.
Le site devait occuper une superficie de 1 hectare.
Le site dépérit progressivement à partir du Ve siècle, il est démantelé pour récupérer les matériaux de construction.
Le site est réoccupé à l'époque médiévale, au moment de la construction du château de Gruissan.
Des fouilles ont lieu chaque année, depuis 2011.